# La cuoca del presidente
La cuoca del presidente (Les Saveurs du palais) è un film del 2012 diretto da Christian Vincent.
La pellicola è ispirata alla vita di Danièle Mazet-Delpeuch, che fu la cuoca personale del presidente François Mitterrand dal 1988 al 1990.

## Trama
Hortense Laborie è una cuoca rinomata che vive nel Périgord. Con sua grande sorpresa, il Presidente della Repubblica francese, la nomina responsabile della sua cucina personale all'Eliseo.
Nonostante le gelosie degli chef che operano nella cucina centrale del Palazzo, Hortense riesce ad imporsi grazie al suo carattere forte e alla sua tempra.
La genuinità della sua cucina sedurrà in poco tempo il Presidente, ma quello che accade dietro le quinte, nelle stanze del potere, le creerà molti ostacoli...

## Distribuzione
Il film è stato distribuito in Italia dal 7 marzo 2013.

## Riconoscimenti
- 2013 - Premio César
  - Candidatura Miglior attrice a Catherine Frot